# Anna Viajireva
Anna Viktorovna Viajireva, más conocida como Anna Viajireva, (Volgogrado, 13 de marzo de 1995) es una jugadora de balonmano rusa que juega de lateral derecho en el Brest Bretagne Handball. Es internacional con la selección femenina de balonmano de Rusia.
Es hermana de la también jugadora de balonmano Polina Kuznetsova.

## Palmarés

### HC Astrakhanochka
- Liga de Rusia de balonmano femenino (1): 2016
- Copa de Rusia (1): 2014
- Supercopa de Rusia (1): 2016

### Rostov-Don
- Liga de Rusia de balonmano femenino (4): 2017, 2018, 2019, 2020
- Copa de Rusia (4): 2017, 2018, 2019, 2020
- Supercopa de Rusia (4): 2017, 2018, 2019, 2020

## Clubes
| Club                    | País    | Año         |
| ----------------------- | ------- | ----------- |
| Zvezda Zvenigorod       | Rusia   | 2011 - 2014 |
| HC Astrakhanochka       | Rusia   | 2014 - 2016 |
| Rostov-Don              | Rusia   | 2016 - 2022 |
| Vipers Kristiansand     | Noruega | 2022 - Act. |
| Brest Bretagne Handball | Francia | 2024 - Act. |